# Filistina
La fossa Filistina (Philistina in latino) era un canale artificiale del Veneto il cui nome è attestato fino all'XI secolo.

## Geografia
Secondo alcuni storici, l'alveo corrispondeva grosso modo all'attuale Adigetto da Rovigo fino a Botti Barbarighe, da dove poi proseguiva in direzione nord-est fino a sfociare presso l'attuale Pellestrina.
Secondo altri storici, l'alveo corrispondeva grosso modo all'attuale Canalbianco da Trecenta fino al mare Adriatico, che si trovava pochi chilometri dopo Adria, ed era connesso al Po a partire da Castelnovo Bariano.
Dallo studio dei paleoalvei nell'attuale Polesine si è giunti a identificare un probabile percorso della Filistina: si diramava dal Po di Adria all'altezza di Grignano Polesine, poi attraversava Rovigo, Sarzano, Mardimago, San Martino di Venezze, Anguillara Veneta, Agna, Monsole e infine attraversava la laguna di Chioggia
fino a sfociare presso l'attuale Pellestrina.
In uno o più punti imprecisati del suo corso attraversava uno o più rami dell'Adige, che in tempi antichi formava anch'esso un delta fluviale.
Presso l'attuale Rovigo questo corso riceveva le acque di un ramo del Tartaro che seguiva il percorso dell'attuale Adigetto attraverso Badia Polesine, Lendinara e Villanova del Ghebbo.
Alcuni storici preferiscono lasciare senza nome il corso d'acqua così identificato e sostengono che la Filistina è il nome con il quale i Romani chiamavano il Po di Adria dopo averlo presumibilmente regolato.

## Storia
La fossa Filistina si suppone essere la regolazione del fiume Tartaro, effettuata dagli Etruschi tra il VI e il IV secolo a.C. e in seguito mantenuta da Greci e Romani, parte delle opere di bonifica idraulica delle paludi Adriane, ossia le paludi che circondavano Adria; il nome greco Filistina (presumibilmente dato in onore di Filisto di Siracusa) non aveva però completamente sostituito l'idronimo originario celtico (o venetico) Tartaro, che continuava ad essere usato dalle popolazioni locali.
Secondo Braccesi un canale artificiale, la fossa Philistina, collegava già in epoca pre-siracusana la città di Adria a Chioggia e alla laguna di Venezia fino al porto di Malamocco (Medòakos/Meduacus, oggi Pellestrina). Tale canale permetteva già dall'antichità una comoda navigazione endo-lagunare fino alle risorgive del Timavo (caput Adriae), dove arrivava la via carovaniera dal Mar Nero attraverso Danubio e Drava. Tale canale, in seguito chiamata fossa Clodia fece di Adria il principale terminale commerciale dell'Alto Adriatico, e portò in seguito i greci a denominare come "golfo di Adria" (Adrias Kolpos) il futuro mare Adriatico.
La situazione della Filistina nel I secolo a.C.
è raccontata da Plinio il Vecchio nel libro III della sua Naturalis historia:
(Plinio il Vecchio, III, 121)
Per quanto riguarda gli idronimi citati: la foce della Carbonaria viene posta sull'attuale Po di Goro,
mentre il Fossone è tuttora il toponimo della zona in cui oggi sfocia l'Adige;
si ignora invece quale fiume sia il Togisono. Da Philistina si sarebbe poi evoluto Pilistrina, che con la nascita del veneto sarebbe infine divenuto "Pelestrina".
Tra il VI e l'VIII secolo si verificò un peggioramento del clima che provocò il mutamento radicale dell'aspetto della laguna Veneta e del corso dei fiumi nella bassa pianura veneto-friulana; questo sconvolgimento, nella tradizione storiografica veneta, è generalmente ricondotto alla cosiddetta rotta della Cucca;
in questo periodo i Longobardi, in guerra con l'Esarcato di Ravenna che controllava la costa dell'Adriatico, lasciarono l'Adige disalveato allo scopo di creare delle paludi come protezione naturale al confine.
La fossa prese dunque a sfociare in queste paludi; come vestigio dell'antica foce resta oggi un canale che rappresenta la principale via navigabile verso Venezia presso la costa occidentale dell'isola di Pellestrina.
La Filistina è citata in una bolla di papa Giovanni X del 920; con questa bolla il papa autorizzò Paolo, vescovo di Adria, a costruire una fortificazione nel borgo che sarebbe poi diventato Rovigo, che si trovava presso la fossa Filistina, la quale era ancora un ramo del fiume Tartaro.
Pochi anni dopo, in seguito alla rotta del Pinzone, l'Adige, che era stato da poco regolato in un antico canale chiamato Chirola, ruppe presso l'attuale Badia Polesine e si riversò nella Filistina, devastandola; negli anni successivi, gli abitanti di Badia, Lendinara e Rovigo ripristinarono l'alveo dell'antico canale,
a cui diedero il nome di "Atesis" (senza "h") per distinguerlo dall'"Athesis" o "Adige Vecchio".
L'idronimo originario resistette ancora per almeno un secolo: in un documento del 1067 la fondazione della nuova pieve di Santo Stefano a Rovigo è posta presso il canale, che viene chiamato ancora fossa Filistina.
In un documento del XVI secolo, che ricostruirebbe schematicamente la situazione dei fiumi polesani dell'XI-XII secolo, prima della rotta di Ficarolo, la fossa Filistina segue il primo dei corsi ricostruiti nella sezione "Geografia" fino a perdersi nelle rinnovate paludi Adriane; risulta inoltre collegata al Po all'altezza di Castelnovo Bariano.
In seguito si sarebbe continuato a parlare di "Adige" e "Adige Vecchio", fino alla rotta della Malopera del 1438 e oltre, quando all'antico canale venne dato il nome di "Adigetto" e l'"Adige Vecchio" tornò ad essere chiamato "Adige".
Alcuni corsi minori in zona furono chiamati Pestrina fino al XIX secolo; nella tradizione storiografica polesana sono stati spesso considerati come ciò che rimaneva dell'antica Filistina. L'analisi contemporanea ha fatto però notare che il nome di questi corsi potrebbe derivare da pistrinum ossia mulino.